# Шадли, Нассим
Насси́м Шадли́ (фр. Nassim Chadli; род. 28 июля 2001, Баньоль-сюр-Сез) — мароканский футболист, вингер клуба «Видад».

## Клубная карьера
Шадли — воспитанник клуба «Ним». В 2019 году Нассим дебютировал за дублирующий состав. 9 мая 2021 года в матче против «Меца» он дебютировал в Лиге 1. Летом того же года Шадли перешёл в «Труа». 22 августа в матче против «Страсбура» он дебютировал за новую команду. Летом 2022 года Нассим на правах аренды перешёл в бельгийский «Ломмел». 12 августа в матче против «Дендера» он дебютировал в бельгийской Челлендж-лиге. В этом же поединке Нассим забил свой первый гол за «Ломмел». 
В начале 2023 года Шадли перешёл в «Гавр», подписав контракт на два с половиной года. 15 апреля в матче против своего бывшего клуба «Ним» он дебютировал в Лиге 2. По итогам сезона игрок помог команде выйти в элиту. 